# Cantón de Vélines
El cantón de Vélines era una división administrativa francesa, que estaba situada en el departamento de Dordoña y la región de Aquitania.

## Composición
El cantón estaba formado por doce comunas:
- Bonneville-et-Saint-Avit-de-Fumadières
- Fougueyrolles
- Lamothe-Montravel
- Montazeau
- Montcaret
- Nastringues
- Port-Sainte-Foy-et-Ponchapt
- Saint-Antoine-de-Breuilh
- Saint-Michel-de-Montaigne
- Saint-Seurin-de-Prats
- Saint-Vivien
- Vélines

## Supresión del cantón de Vélines
En aplicación del Decreto nº 2014-218 de 21 de febrero de 2014, el cantón de Vélines fue suprimido el 22 de marzo de 2015 y sus 12 comunas pasaron a formar parte del nuevo cantón de País de Montaña y Gurson.